# Assassinatos rituais de Maryland

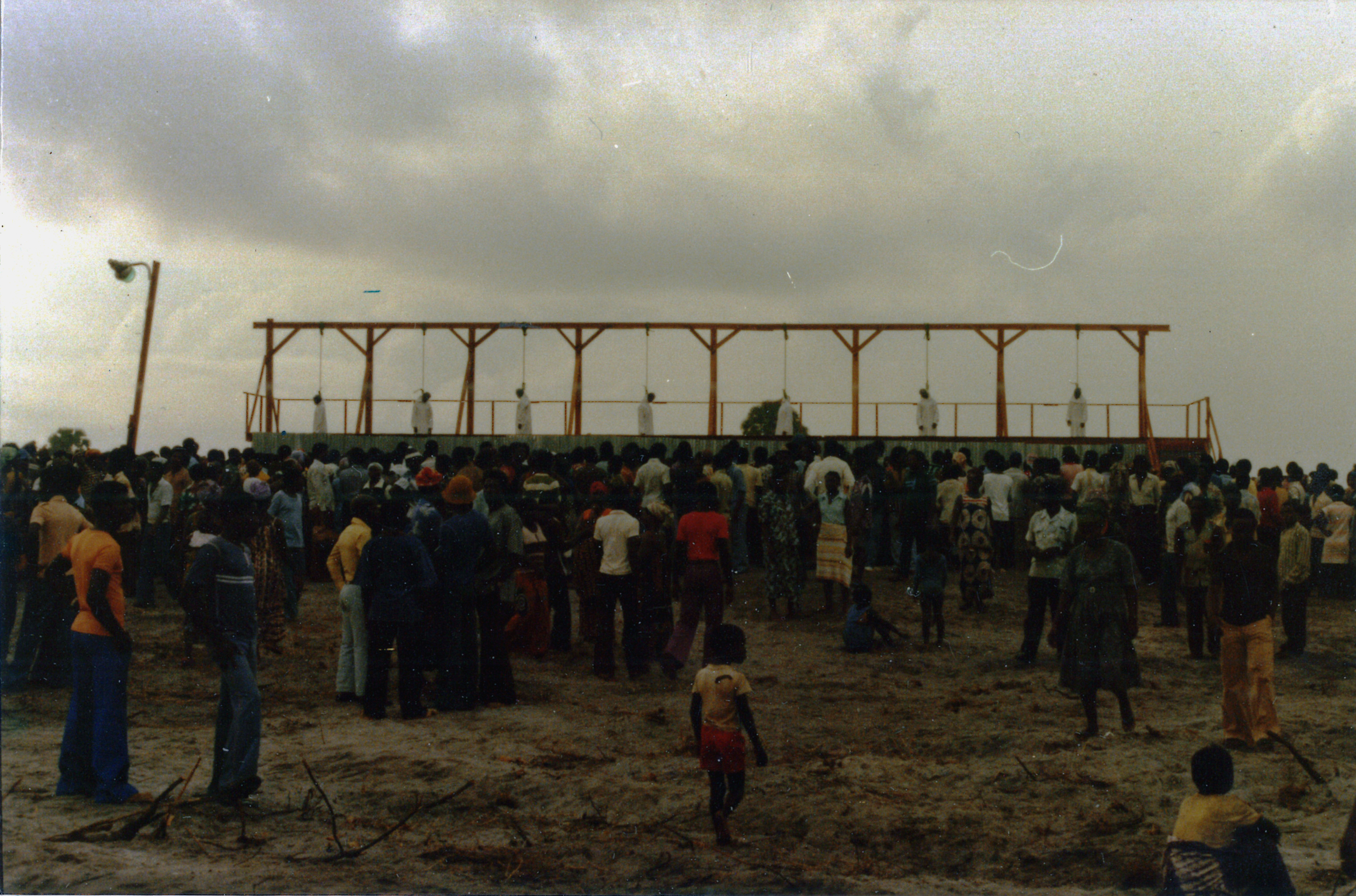
O enforcamento público dos "Sete de Harper" em 16 de fevereiro de 1979

Os assassinatos rituais de Maryland foram uma série de assassinatos ritualísticos que ocorreram em Harper, Condado de Maryland, Libéria na década de 1970. Os crimes foram considerados "o caso de assassinato ritual mais notório da Libéria" devido ao número de assassinatos, ao envolvimento de altos funcionários do governo e às suas subsequentes execuções públicas.

## História
Entre 1965 e 1977, mais de 100 assassinatos ocorreram no Condado de Maryland, muitos dos quais considerados ritualísticos devido à mutilação e remoção de partes do corpo. Durante a década de 1970, os liberianos do Condado de Maryland estavam constantemente sob a ameaça de assassinatos rituais. Entre novembro de 1976 e julho de 1977, 14 pessoas desapareceram no condado, levando o presidente liberiano William Tolbert a demitir o Superintendente do Condado de Maryland, James Daniel Anderson, que não relatou o desaparecimento. Tolbert declarou publicamente: "Qualquer pessoa que mate deliberadamente: a lei matará essa pessoa".
Esses assassinatos não foram relatados nem investigados até o assassinato de um pescador local e cantor popular, Moses Tweh. Tweh foi sequestrado em 26 de junho de 1977. Seu corpo foi descoberto em 4 de julho de 1977, gravemente mutilado, com olhos, orelhas, nariz, língua e pênis removidos. Antes da descoberta do corpo de Tweh, Wreh Taryonnoh, namorada do Supervisor Assistente de Escolas, Francis Nyepan, teria sido ouvida por um grupo que procurava por Tweh dizendo que "se tivessem a sorte de encontrá-lo, talvez vissem apenas seus ossos". Isso levou à prisão de 12 pessoas, a maioria delas funcionários do governo.

## Prisões
Em julho e início de agosto de 1977, 12 pessoas foram presas:

### Executados
- James Daniel Anderson, Superintendente do Condado de Maryland
- Allen Nathaniel Yancy, Representante do Condado de Maryland, Câmara dos Representantes
- Francis Wlateh Nyepan, Supervisor Assistente de Escolas
- Philip B. Seyton, Inspetor Sênior do Ministério do Comércio, Condado de Maryland
- Thomas Barclay, cozinheiro de Allen Yancy
- Wreh Taryonnoh, namorada de Francis Nyepan
- Putu Dueh

### Morreram antes da execução
- Wonplu Boye, empregado doméstico de Francis Nyapan
- Kotee Weah, cozinheiro-chefe do gerente-geral da Firestone Company, Cavalla, Condado de Maryland

### Perdoado
- Tagbedi Wisseh, Chefe Interino dos moradores de Grandcess em Harper

### Libertados
- Joshua W. Brown, Chefe de Segurança da Liberia Sugar Company
- Teah Toby, Governador de Kru

Os acusados foram forçados a andar nus pela rua "carregando dois baldes cheios de areia". Eles teriam sido torturados durante o interrogatório.

## Julgamento

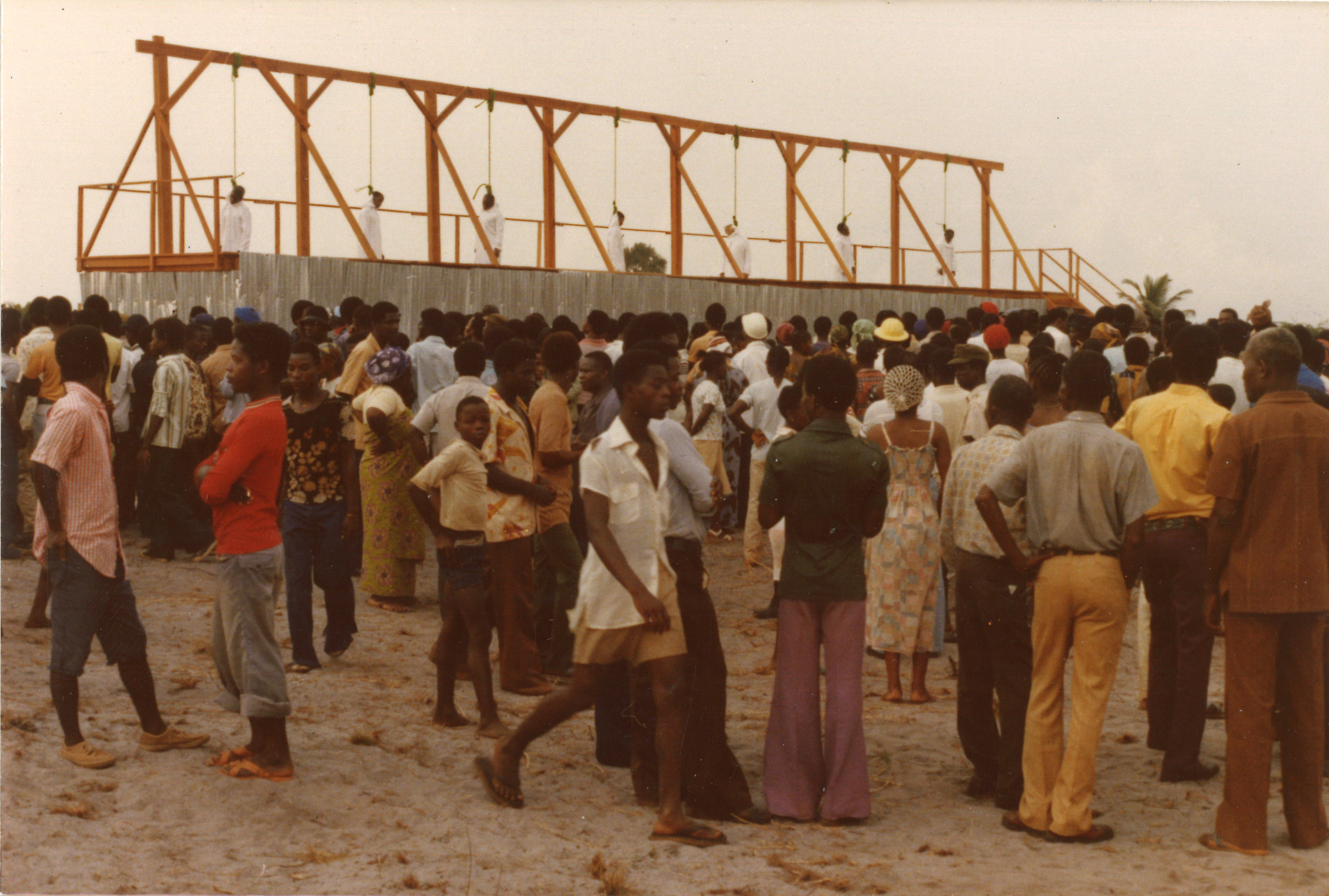
O enforcamento dos Sete de Harper, Libéria, 16 de fevereiro de 1979

Durante o primeiro julgamento de Harper, Joshua Brown e Teah Toby foram libertados e posteriormente se tornaram testemunhas do Estado. Os outros dez réus foram considerados culpados e condenados à execução pública por enforcamento. Tagbedi Wisseh recorreu da condenação e foi perdoado por Tolbert antes da execução. Wonplu Boye e Koti Weah morreram antes da execução; havia rumores de que seus próprios familiares os envenenaram para evitar a vergonha.

### Execução
Em 16 de fevereiro de 1979, os sete condenados restantes pelo assassinato de Moses Tweh foram enforcados publicamente ao amanhecer em Harper. A mídia os apelidou de "Sete de Harper".